# Heaume

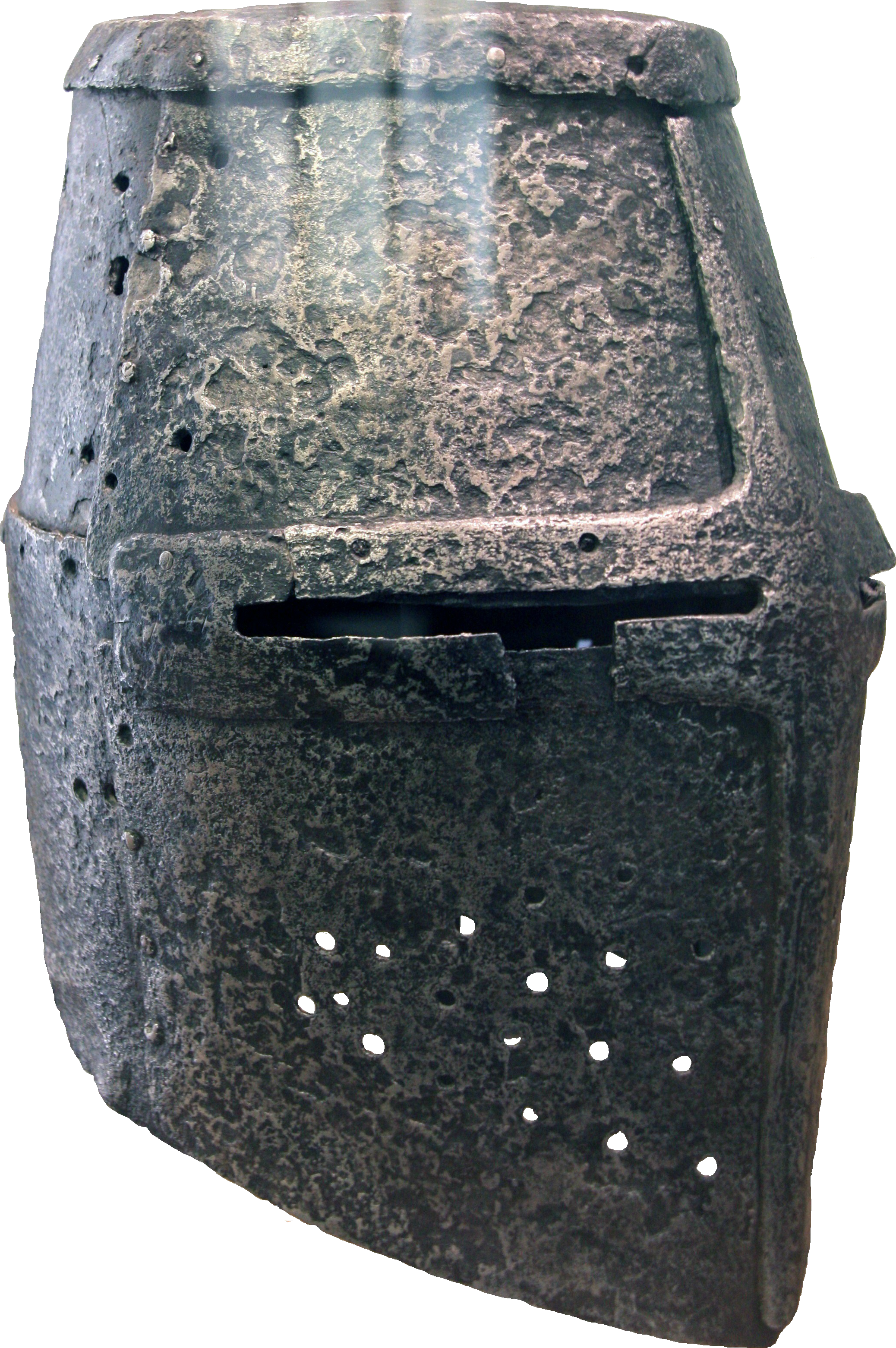
Heaume germanique du XIIIe siècle.

Le heaume est un casque de cavalerie médiéval en acier emblématique de la chevalerie, protégeant toute la tête.

## Histoire

### Origine
À la fin du XIIe siècle, le casque conique nasal est remplacé par le heaume. Celui-ci est constitué d'une cervelière, une simple calotte d'acier à laquelle est fixée une plaque faciale couvrant le visage, percée de trous pour la vision et l'aération. Puis il évolue en enveloppant totalement la tête avec une plaque qui couvre la nuque pour une protection optimale du crâne.
Les heaumes à timbre plat sont attestés dès 1199, par le sceau de Richard Cœur de Lion, le montrant à cheval avec ce type de casque.
Le heaume à timbre plat est composé d’une plaque de métal formant un cylindre, rivetée sur un disque ovoïde formant le sommet. On découpe ensuite des fentes pour la vision et l'aération. La conception de ce type de casque avec des opérations de forge moins compliquées font que le heaume à timbre plat est moins fastidieux à produire et moins onéreux, ce qui explique son adoption rapide par les chevaliers.

### Améliorations
Même si peu d'armes pouvaient atteindre la tête du chevalier, le sommet plat constitue une régression par rapport aux casques précédemment en usage. L'amélioration des techniques de forgeage au cours du XIIIe siècle permet de revenir à une forme conique, ce qui les rend moins vulnérable aux coups portés sur le dessus de la tête. Finalement, le heaume prend une forme ogivale, dite en pain de sucre au XIVe siècle.
Dans le même temps, afin de laisser moins de prises pour les flèches et surtout les lances des adversaires chargeant, les ouvertures d'aération, de même que celles pour la vue, diminuent fortement en nombre pour les premières et en taille pour les secondes. Ce heaume est lourd et rend la respiration difficile ce qui explique qu'il est porté uniquement pendant le combat.

### Déclin

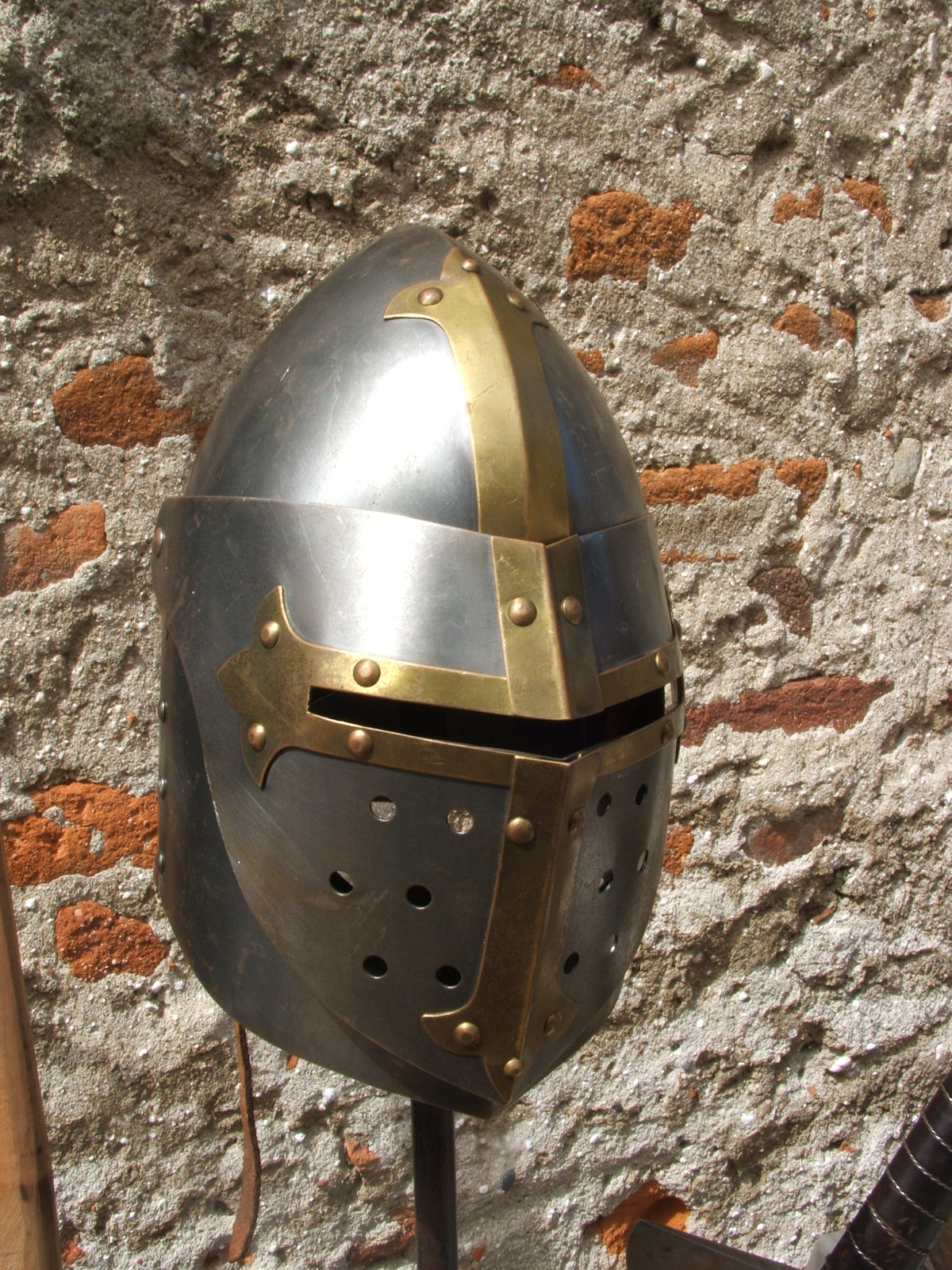
Heaume médiéval avec masque facial mobile.

Déjà, lors des croisades, les morts dues à l’insolation font que le heaume est souvent remplacé par le chapel de fer avec ses bords larges, ce type de casque protégeait les combattants du soleil.
Vers le début du XIVe siècle, le masque facial devient mobile, permettant ainsi d'avoir le visage à découvert en dehors des moments critiques. Cette dernière évolution, améliorant considérablement le confort du chevalier, préfigure l'arrivée du bassinet, plus léger, mieux étudié pour dévier les coups et dont la visière facilite grandement la respiration. Vers la fin du XIVe siècle, apparition du heaume à tête de crapaud avec ses surfaces fuyantes qui permettent de dévier les coups et qui est très utilisé dans les tournois et joutes.
Le heaume tombe finalement en désuétude au XVe siècle avant de disparaître complètement au profit d'autres protections comme le bassinet ou l'armet.

## Origine de l'héraldique
Les améliorations successives du casque, qui consistent à couvrir de plus en plus le visage, rendent difficile l'identification de celui qui le porte. On peut voir, sur la tapisserie de Bayeux, Guillaume de Normandie obligé de relever son casque pour montrer à ses hommes qu'il est toujours en vie. On pense que c'est cela qui a donné naissance à l'héraldique, science des blasons, afin d'identifier les combattants par leurs armoiries.
Le heaume pouvait faire preuve d'une certaine recherche artistique, avec des motifs floraux ou géométriques obtenus par peinture, ajout de rivets surnuméraires ou de reliefs décoratifs métalliques, sculpture de la croix de renfort sur la partie faciale, etc. Lors de l'ouverture des tournois, les heaumes des participants étaient surmontés d'un cimier, à la manière des casques antiques, bien que parfois beaucoup plus travaillés. L'ensemble était disposé près de l'écu armorié pour la montre des heaumes, parade au cours de laquelle les hérauts identifiaient les jouteurs, et les dames pouvaient débouter les chevaliers qui avaient manqué de respect au beau sexe.
Le heaume de tournois à cimier accompagné de l'écu armorié a aussi été très largement représenté sur les pièces de monnaie à partir des années 1330.